# Джемали, Ментор
Ментор Джемали (алб. Mentor Xhemali, имя при рождении Ментор Гега, алб. Mentor Gega) (11 мая 1924 года, Пермети, Княжество Албания — 11 июля 1992 года, Тирана, Албания) — албанский певец-баритон и музыкант, получивший известность как исполнитель классических, народных и партизанских песен. Народный артист НРА/НСРА.

## Биография
Ментор Джемали родился 11 мая 1924 года в албанском городе Пермети. С детства увлёкся музыкой, часто слушая исполняемые у реки Вьоса во время свадебных гуляний народные песни.
Был призван на военную службу в ряды Албанской народной армии, где попал в её ансамбль в качестве бас-гитариста. Его заметил дирижёр Гако Аврази, отметивший баритон Джемали и предложивший ему поступить в Московскую государственную консерваторию имени П. И. Чайковского (после Второй мировой войны Албания тесно сотрудничала с СССР, отправляя много своих студентов в советские учебные заведения), что тот и делает, обучаясь там с 1952 по 1956 год. 
После возвращения из Советского Союза, Джемали был направлен в Национальный театр оперы и балета Албании в качестве хориста и солиста. Исполнял ведущие вокальные партии во множестве постановок (таких, как «Проданная невеста», «Травиата», «Иоланда», «Севильский цирюльник», «Алеко», «Евгений Онегин» и другие), получив благожелательное отношение критиков и признание. До ухода Албании в политическую изоляцию неоднократно принимал участие в заграничных выступлениях албанской оперы как в странах соцлагеря, так и Запада (выступления в Австрии и Финляндии были отмечены наградами). Был удостоен звания Народного артиста НРА.
Наибольшую известность Джемали принесло исполнение песни композитора Пьетро Гаци «Për ty Atdhe» (алб. «Тебе, Родина»), отмеченное тогдашним лидером страны Энвером Ходжа:

Такие песни как «Тебе, Родина», написанная композитором Пьетром Гаци и исполняемая народным артистом Ментором Джемали, войдут бессмертным вкладом в сокровищницу нашего нового искусства. Эта песня воистину является гимном нашей социалистической Родине, нашему несгибаемому народу и нашей бесстрашной партии. Она родилась в тяжелые моменты ревизионистской блокады, и вся пронизана высоким революционным духом и оптимизмом. Не скажу ежедневно, но раз в два-три дня, в минуты трудности или радости, я с удовольствием слушаю ее, включая свой магнитофон, и всякий раз она волнует меня и воодушевляет на труд.
Ментор Джемали до своей смерти оставался одним из наиболее известных в мире албанских исполнителей, внёсшим значительный вклад в становлении национальной школы вокального искусства.
Скончался 11 июля 1992 года на 68-м году жизни. Похоронен в Тиране.